# غرق‌شدن مهاجران اهل افغانستان در هریرود

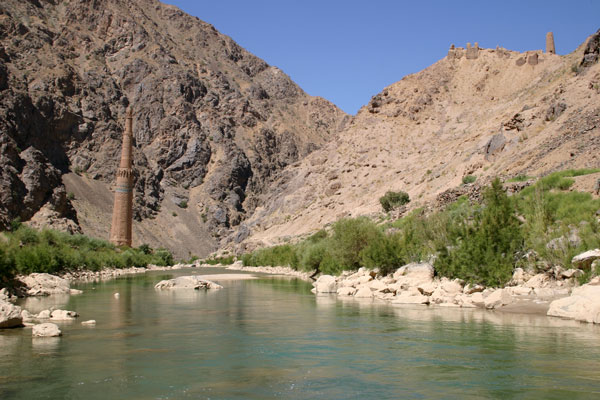
تصویری از هریرود در مرز ایران و افغانستان

غرق شدن مهاجران اهل افغانستان در هریرود در ۱۲ اردیبهشت ۱۳۹۹ در مرز ایران و افغانستان به وقوع پیوست. بنابر گفته مقامات افغانستان و برخی از مهاجران جان به در برده ازین حادثه، شماری از مهاجران افغان که جویای کار بودند، قصد ورود به خاک ایران را داشتند اما توسط مرزبانان جمهوری اسلامی دستگیر و پس از ضرب و شتم به رودخانه هریرود رانده شدند که منجر به غرق شدن شماری از آنها گردید.

## شرح واقعه
تعداد ۵۰ تا ۷۰ نفر از مهاجران افغان در ۱۲ اردیبهشت ۱۳۹۹ برای کار در ایران با عبور از رودخانه هریرود که مرز استان هرات با ایران است، قصد ورود به خاک ایران را داشتند که به گفتهٔ برخی مقامات افغان و بازماندگان حادثه، توسط مرزبانان ایران دستگیر شده و بعد از ضرب و شتم و شکنجه، آنان را به رودخانه هریرود پرتاب کردند. وزارت امور خارجه افغانستان با صدور بیانیه‌ای گفت تحقیقاتی در این رابطه آغاز کرده است و ارزیابی‌های اولیه حاکی از آن است که که دستکم ۷۰ افغان که سعی داشتند از استان مرزی هرات وارد ایران شوند مورد ضرب و شتم قرار گرفته و به رودخانه هریرود انداخته شدند.

### روایت نجات‌یافتگان
- محمد به رویترز گفت، «سربازان ایران بعد از اینکه ما را شکنجه کردند، همه ما را به رود هری انداختند.»[۱]
- شیر آقا، که گفت او هم از این خشونت جان سالم بدر برد، ابراز داشت که دستکم ۲۳ نفر از ۵۷ نفری که توسط سربازان ایران به رودخانه انداخته شدند، کشته شدند.[۱]
- آقا گفت «سربازان ایران به ما هشدار دادند که اگر ما خودمان به رودخانه نپریم، به ما شلیک خواهد شد.»[۱]

## تلفات
- تا ۱۹ اردیبهشت جسد ۱۸ نفر از غرق‌شدگان پیدا شده که به گفتهٔ عبدالغنی نوری، ولسوال گُلران در ولایت هرات، روی آن‌ها، آثار شکنجه هم دیده می‌شود.[۵]
- به گفتهٔ حبیب‌الله پدرام، نمایندهٔ ولایت هرات در پارلمان افغانستان جسد پنج نفر از غرق‌شدگان در ترکمنستان از آب بیرون کشیده شده است.[۶] وی افزود «از میان ۵۷ کارگر که توسط نیروهای امنیتی ایران به رودخانه رانده شدند، تنها ۱۲ نفر موفق نجات خودشان شدند.»[۲] پدرام تعداد کشته شدگان را ۴۵ نفر اعلام کرد.[۷]
- عبدالغنی نوری، فرماندار بخش گلران، به خبرگزاری فرانسه گفت، ۱۸ جسد، با برخی از نشانه‌های شکنجه و ضرب و شتم، از رودخانه هریرود کشف شده است. وی افزود ۵۵ مهاجر مجبور به رفتن به داخل رودخانه شدند.[۸][۹] نوری گفت، شواهد پزشکی و گزارش بازماندگان نشان می‌دهد که مرزبانان اول قربانیان را با کابل برق شلاق زده و سپس آنها را با سلاح تهدید و مجبور به پریدن به داخل رودخانه کرده‌اند.[۸][۹]
- خانواده‌های مهاجرین افغانی که توسط مرزبانان ایرانی به هریرود انداخته شدند، گفته‌اند که در میان کشته‌شدگان چند کودک ۱۲ ساله نیز وجود داشتند.[۱۰]
- نعیم نظری، معاون کمیسیون مستقل حقوق بشر اعلام کرد که در بررسی‌های آنان مشخص شده است که چند کودک نیز جزو افرادی که به رودخانه انداخته شده‌بودند، وجود داشتند که جان باخته‌اند.[۱۰]

## بررسی واقعه و آثار شکنجه
یک شهروند افغان که مدعی است توسط نیروهای مرزی ایران، رد مرز شده، به بی‌بی‌سی گفت که حدود پنجاه تن از اتباع افغانستان که به صورت قاچاقی وارد خاک ایران شده بودند، توسط مرزبانان ایرانی بازداشت و به رودخانه انداخته شدند.
گران هیواد، سخنگوی وزارت خارجه افغانستان گفته که محمد حنیف اتمر، سرپرست وزارت امور خارجه با دریافت گزارش‌هایی مبنی بر کشته شدن مسافران افغان در امتداد مرز با کشور ایران خواستار تحقیق همه‌جانبه در این زمینه شده است.
روز ۸ مه ۲۰۲۰ اشرف غنی رئیس‌جمهور افغانستان یک هیئت ۱۰ نفره را مسئول تحقیق و بررسی این حادثه نمود تا پس از کشف اجساد کشته‌شدگان مرگ آنها را بررسی کند، زیرا روی بدن برخی از آنها آثار شکنجه دیده شد. در ۲۴ اردیبهشت ۱۳۹۹، وزارت خارجه افغانستان اعلام کرده که در نتیجه مذاکرات انجام شده میان کابل و تهران دربارهٔ پیدا کردن حقایق پیرامون «ادعای به رودخانه انداختن مسافران افغان توسط مرزبانان ایران» در مرز میان دو کشور، کمیساریای مرزی دو کشور از ۲۵ اردیبهشت تحقیق را آغاز خواهند کرد.
وزارت امور خارجه افغانستان نیز اعلام کرد که پیرامون بررسی حادثه غرق شدن مهاجران افغان، هیئت ایرانی به ریاست محسن بهاروند، معاون وزارت خارجه ایران وارد کابل شده است. اتمر، سرپرست وزارت خارجه افغانستان گفت که هدف این تحقیقات دریافت حقایق، رسیدگی قانونی به عاملان آن و اتخاذ تدابیر لازم است تا در آینده از وقوع چنین حوادث ناگوار که ممکن بر روابط حسنه دو کشور دوست و همسایه تأثیرگذار باشد، جلوگیری شود. بهاروند نیز از وقوع این حادثه ابراز تأثر و آن را محکوم کرده است. او افزوده که به هیچ وجه برای مردم و دولت ایران این کار قابل قبول نبوده و دولتش متعهد است تا این حادثه را مشترکاً با هیئت افغانستان تا تأمین عدالت بررسی و تعقیب کند.
دکتر عارف جلالی، رئیس تیم پزشکی بیمارستان هرات، با تأیید این واقعه، اعلام کرد که تا روز ۱۳ اردیبهشت پنج جسد غرق شده، از مرز مشترک با ایران به این مرکز درمانی انتقال یافته‌اند.

### ادعای مقامات ایران
بنا به گفته مقامات جمهوری اسلامی ایران: «با توجه به شیب رودخانه هریرود، اجساد باید در خاک ایران از آب بیرون آورده شده باشند و این با توجه به جلوگیری از ورود کارگران افغان به ایران، امکان نداشته. بنا بر ادعای کارگران افغان، اجساد در خاک افغانستان از آب خارج شده و لذا پرتاب کردن افغانها در آب هریرود توسط مرزداران ایرانی، قابل قبول نمی‌تواند باشد.»
سید عباس موسوی، سخنگوی وزارت خارجه ایران با بیان اینکه چگونگی اتفاق رخ‌داده برای ایران به‌طور دقیق روشن نیست چون این سانحه نه در قلمرو ایران رخ داده و نه نیروهای ایرانی دخالتی در آن داشته‌اند، اعلام کرد که در ماه‌های اخیر، با توجه به شیوع بیماری کرونا و با هدف دور نگاه داشتن مرزبانان از خطر ابتلا به این ویروس، ایران هیچ اردوگاهی در مناطق مرزی دایر نکرده و لذا هیج رویدادی مبنی بر انتقال افراد به اردوگاه یا رفتارهای دور از شان انسانی گزارش نشده. این احتمال هست که در شب مورد نظر نیز مانند گذشته، اتباعی از افغانستان قصد ورود غیرقانونی به خاک ایران را داشته‌اند، احتمال می‌رود این افراد چون به منطقه ناآشنا بوده و از شدت آب و عمق رودخانه بی‌خبر بوده‌اند، وارد رودخانه شده و دچار حادثه شده باشند. وی افزود که ایران به احترام همکاران افغان خود آمادگی دارد که با طرف افغان ملاقات و یافته‌های خود را برای آنان تشریح نماییم تا هیچ‌گونه سوء تفاهمی بین دو دولت دوست و همسایه باقی نماند و همه جنبه‌های این اتفاق غم‌انگیز روشن شود. وی گفت که ایران به‌طور مکرر در یادداشت‌های رسمی و مذاکرات دوجانبه به عدم کنترل مؤثر مرز توسط دولت افغانستان اعتراض کرده است و اگرچه مرزبانان ایرانی نیز همانند همه نیروهای مشابه در سایر کشورها از این اختیار برخوردار هستند که با متجاوزان مرزی با قاطعیت و به سختی برخورد نمایند اما با توجه به ملاحظات انسانی و اصول همسایگی، همیشه این افراد بدون کوچک‌ترین آسیبی دوباره به خاک افغانستان بازگردانده شده‌اند. ما باز هم از دولت دوست و برادر افغانستان تقاضا داریم در کنترل مرزهای خود اهتمام بیشتری بعمل آورد وی اشاره کرد به اینکه افغانستان به خاطر تهدیدات ناشی از حضور داعش و طالبان در آن منطقه، ۵۴ پاسگاه مرزی خود را تخلیه کرده است و کنترل مؤثری از سوی دولت افغانستان بر این مناطق مرزی اعمال نشده و این امر ضمن ایجاد ناامنی در مرزهای ما، باعث شده است که این مناطق جولانگاه گروه‌های تروریستی و قاچاقچیان شود. در حالی که بر اساس قرارداد انتظامات مرزی میان دو کشور، دولت افغانستان موظف است با استقرار نیروهای سرحدی خود در طول مرز مشترک نسبت به تأمین امنیت و کنترل مرزهای خود اقدام کند. دولت جمهوری اسلامی ایران بارها به صورت رسمی به این رفتار دولت افغانستان اعتراض کرده است."
در این رابطه، مرزبان ارشد جمهوری اسلامی اظهار داشت که تمام نقاط مرزی مورد اشاره را که گروهان جنت آباد بود از دهانه مرز مشترک ایران، افغانستان و ترکمنستان تا انتهای حوزه جنت آباد پایش کرده ولی هیچ‌گونه آثاری از وقوع این حادثه در خاک ایران، با توجه به شیب رودخانه هریرود، یافت نشده است. دولت جمهوری اسلامی ایران، با وجود انکار وقوع این حادثه در خاک ایران، از هیئت دولت افغانستان، دعوت به سفر به ایران و تحقیق پیرامون این حادثه کرد. هیئت دولت افغانستان به دعوت کتبی رسمی مرزبانی جمهوری اسلامی ایران، روز بیست و پنجم اردیبهشت، برای بررسی و تحقیق به ایران سفر کرد.
عباس موسوی، سخنگوی وزارت امور خارجه ایران ادعای اینکه مرزبانان ایرانی شماری از پناهندگان افغان را برای بازگشت به افغانستان مجبور به عبور از رودخانه هریرود کرده‌اند، قویا تکذیب کرده است. اما پس از تکذیب موسوی، خبرگزاری تسنیم، اعلام کرد «مهاجران افغان هنگام فرار از چنگ نظامیان ایرانی خودشان را به رودخانه انداخته و شماری از آنان جان باخته‌اند».

## واکنش‌ها
- کمیسیون حقوق بشر مستقل افغانستان با صدور بیانیه‌ای ضمن ابراز تاسف از بروز چنین حادثه ای و برخورد بی رحمانه ای که با آنها شده است آنرا نقض آشکار اصول و ارزشهای حقوق بشری، حقوق مهاجران و پناهندگان و تعهدات دولت‌ها به پیمان‌نامه‌های بین‌المللی دانست.[۲۱]
- پدرام نمایندهٔ ولایت هرات در پارلمان افغانستان و عضو تیم ۱۶ نفری تحقیقی است که توسط رئیس‌جمهور اشرف غنی منصوب شده است گفت: کسانی که می‌توانستند شنا کنند به درون رود عمیق و پر سرعت هریرود پریدند، در حالی که سایرین مورد ضرب و شتم قرار گرفتند و با تهدید به ضرب گلوله مجبور به پریدن شده یا آنها را هل دادند.[۲]
- به گزارش خبرگزاری فرانسه عبدالغنی نوری، فرماندار گلران در ولایت هرات از پیدا شدن اجساد ۱۸ شهروند دیگر افغانستان در هریرود خبر داده است. به گفته نوری اجساد این افراد نشان می‌دهد که آنها را قبل از انداختن به رودخانه کتک زده و شکنجه کرده‌اند.[۲۲]
- مایک پومپئو، وزیر خارجه آمریکا، روز چهارشنبه ۶ مه گفت از گزارش‌هایی که دربارهٔ غرق شدن مهاجران اهل افغانستان منتشر شده شوکه شده است.[۷]
- آلیس جی. ولز دستیار موقت وزارت خارجه آمریکا نیز ازین رویداد ابراز تاسف کرد و رفتار بی رحمانه و آزار مهاجران افغانستانی را که ایران به آن متهم شده است، هولناک توصیف کرد و خواستار تحقیق در خصوص این اتهامات شد.[۲۳]
- سید وحید قاتالی، فرماندار هرات در توییت خود خطاب به مقامات ایرانی گفت «مردم ما فقط چند اسم نیستند که شما آنها را به رودخانه بیندازید. یک روز حسابمان را تسویه خواهیم کرد»[۱]
- عبدالستار حسینی نمایندهٔ مجلس نمایندگان افغانستان این جنایت را نابخشودنی خواند.[۲۴]
- روز دوشنبه ۲۲ اردیبهشت ۹۹، صدها نفر از مردم افغانستان در مقابل کنسولگری ایران در هرات جمع شدند تا خشم خود را نسبت به مرگ هموطنانشان که گفته می‌شود توسط مرزبانان ایرانی غرق شده‌اند، نشان دهند. جمعیت شعار می‌دادند، «مرگ بر روحانی، مرگ بر خامنه‌ای»[۸][۹]
- نفیسه دانش یک فعال در تظاهرات به خبرگزاری فرانسه گفت، «این کارگران افغانی، که برای بدست آوردن یک لقمه نان رفته بودند، شرورانه و بی رحمانه توسط ایرانیان کشته و به داخل رودخانه انداخته شدند. این کشتار توسط ایرانیان باید محکوم شود.».[۸][۹]
- روز شنبه ۲۷ اردیبهشت ۱۳۹۷ بیانیه ۲۵۰ نفر از استادان و فعالان سیاسی و حقوق بشری افغانستان، جنایت انجام شده در منطقه مرزی دو کشور را محکوم کرده و جمهوری اسلامی ایران را متهم به اتلاف وقت و لاپوشانی کرد. در این بیانیه آمده است، «واقعیت جنایت رخ داده در مرز ایران و افغانستان در منطقه هرات، پس از چند روز توسط یک نهاد مستقل افغانستانی و چند رسانه مستقل بین‌المللی تأیید شده است.»[۲۵]
- هیئت تعیین شده از سوی دولت افغانستان اعلام کرد که همه اسناد، مدارک، فیلم‌ها و عکس‌های مربوط به این موضوع را که از نظر فنی، حرفه‌ای و قانونی بررسی شده‌اند، در اختیار مقامات ایرانی قرار داده است.
رد اتهام دست‌داشتن مرزبانان ایرانی در کشته شدن اتباع افغانستان از سوی ایران، از اصرار برخی فعالان حقوق بشر در افغانستان که خواستار بررسی حادثه رخ داده در مرز ایران و افغانستان توسط نهادهای بین‌المللی هستند، نکاسته است. آنها نگرانند که دولت افغانستان، به دلایل سیاسی این پرونده را مختومه اعلام کند.[۱۸]
- رابرت دسترو معاون امور دموکراسی و حقوق بشر وزیر خارجه آمریکا روز شنبه ۲۰ ژوئن ۲۰۲۰ همزمان با روز جهانی پناهجویان در پیام توییتری ود گفت از این که مهاجران و پناهجویان افغان توسط مرزبانی و پلیس ایران غرق، مضروب و زنده به آتش کشیده می‌شوند وحشت کردم.[۲۶]